# ワンダーランド (パチンコチェーン)

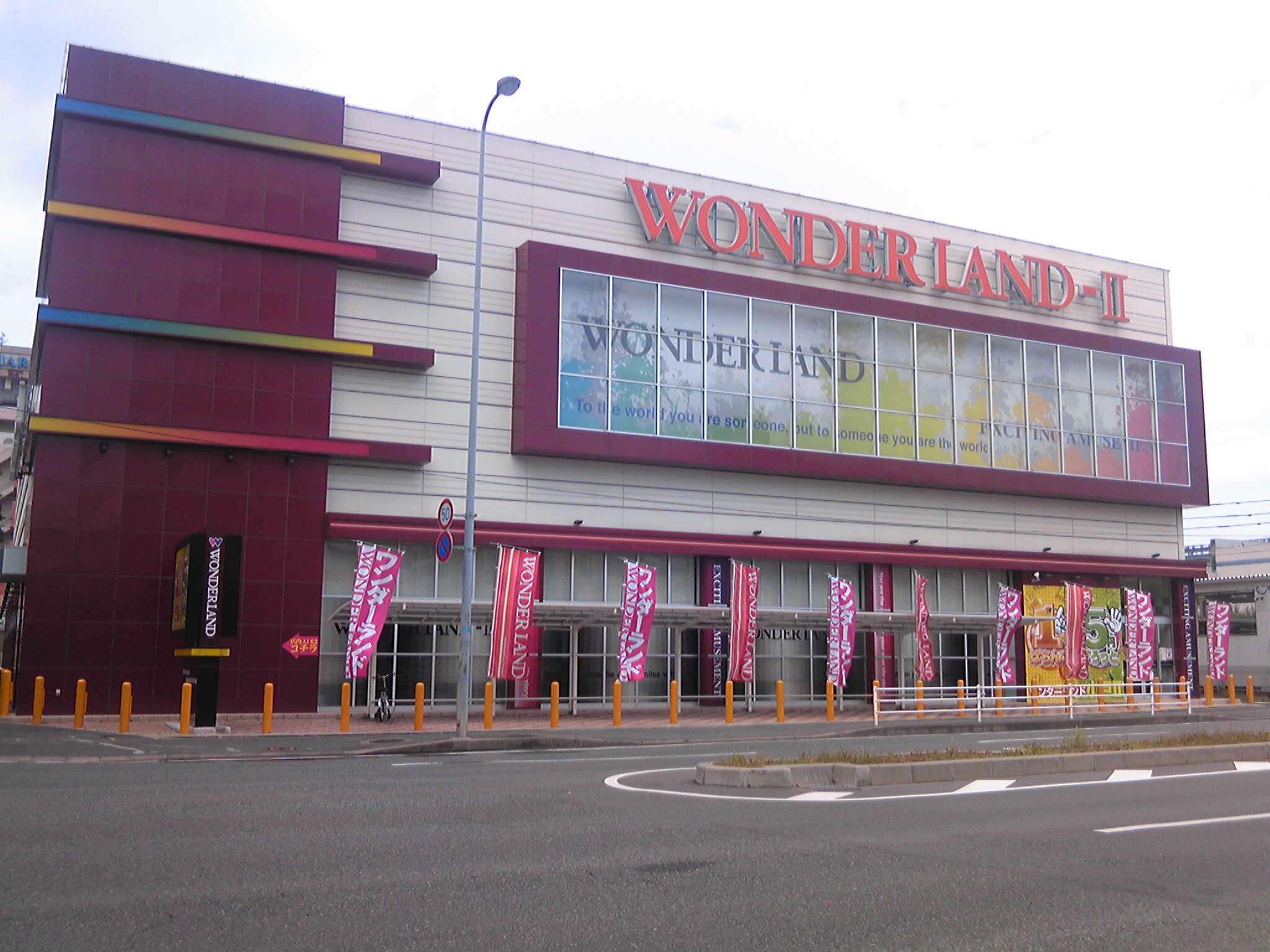
ワンダーランド小戸Ⅱ
（福岡市西区）

ワンダーランド（英称：WONDERLAND）は、福岡県小郡市に本社を置くタイラグループが経営するパチンコチェーンストアの店舗ブランドである。
2014年現在、九州全県に38店舗が営業している。

## 沿革
- 1984年 - 王様荒尾店・キング多久店オープン。
- 1985年 - ラッキープラザ西新店新規オープン。
- 1987年 - オメガ・ニューオメガ下関店・ニュー王様万田店新規オープン。
- 1988年 - キング吉井店新規オープン。
- 1989年 - キング高田店改装オープン、キング三池店新規オープン。
- 1990年 - シティパレス瀬高店改装オープン、シティラック夜須店新規オープン。
- 1991年 - キング多久店改装オープン、ワンダーランド小郡店新規オープン 。
- 1992年 - キング久留米店新規オープン。
- 1993年 - ワンダーランド大川店新規オープン。
- 1994年 - ワンダーランド吉井店改装オープン。
- 1995年 - ワンダーランド大刀洗店・江北店新規オープン 。
- 1997年 - ワンダーランド荒尾店改装オープン、ワンダーランド東合川店新規オープン、ワンダーランド西新店増築オープン 。
- 1998年 - ワンダーランド三池店・瀬下店改装オープン。
- 1999年 - ワンダーランド大刀洗店増築オープン、ワンダーランド八江店新規オープン。
- 2000年 - ワンダーランド百年橋店新規オープン、ワンダーランド高田店移転新規オープン。
- 2001年 - ワンダーランド下関店改装オープン、ワンダーランド吉井店増築オープン、ワンダーランド諫早店、メタルポリス八江店新規オープン。
- 2002年 - ワンダーランド小郡三沢店改築オープン、ワンダーランド福岡東店新規オープン。
- 2003年 - ワンダーランド小戸店・佐世保白岳店・伊万里店新規オープン。
- 2004年 - ワンダーランド香椎店、ワンダーランド大川店、ワンダーランド三潴店新規オープン。
- 2005年 - ワンダーランド柳川店、ワンダーランド大刀洗店、ワンダーランド武雄店、ワンダーランド中津米山店新規オープン。
- 2006年 - ワンダーランド香椎II、ワンダーランド鹿島店、ワンダーランド大分皆春店新規オープン。
- 2007年 - ワンダーランド南ヶ丘店、ワンダーランド大分南店、ワンダーランド光の森店新規オープン。
- 2008年 - ワンダーランド鹿児島新栄店、ワンダーランド日出町店新規オープン。
- 2009年 - ワンダーランド臼杵店、ワンダーランド須恵店、ワンダーランド小戸Ⅱ新規オープン。
- 2010年 - ワンダーランド宮崎芳士店新規オープン。
- 2014年 - ワンダーランド谷山店新規オープン。

## オリジナルキャラクター（ワンダーエージェント）
ブランディングの一環として、オリジナルキャラクター（マリオネット）によるテレビCMを展開している。2014年までにファースト・セカンド・サード・フォース・フィフス・シックスの6つのシーズンが放送された。2015年4月からはセブンシーズンがスタートした。

### ストーリー
ワン・タイラー・ダンの3人にフォースシーズンで加わった新キャラクターララ、合計4人のエージェントが本部より与えられたミッションに果敢に挑んでいく。セカンドシーズンからは鬼上司、鬼の鬼瓦本部長が着任し、サードシーズンでは新たな場面として欧風屋台ワンダリスタとそのマスターが登場している。フィフスシーズンでは筋肉質でスポーツマンのダンがスナック菓子にハマり、完全な肥満体型へと変貌している。またダンがCM中で食べているオリジナルスナック類は、ワンダーランド実店舗で取り扱いを行っている。

### 6thシーズン
2014年4月1日より、最新の6thシーズンが放送されている。あまりにも仕事をしないエージェント達に業を煮やした本部は、エージェント達を30年前の1984年へとタイムスリップさせる。そこにはワンダーエージェントのファーストメンバーである『泣く子も黙る鬼教官、ビート』がエージェント達を徹底的に鍛え上げるべく待ち構えていた。

### 登場キャラクター
- WA-01 ワン

声 - 杉田智和
しっかりもののガリ勉タイプ。年齢は26歳で、黒ぶちメガネがトレードマーク。コンピューターを操り、情報操作するITスパイ。何でもパソコンで調べるため、頭に残る情報は皆無。そのためパソコンがないと何も出来ないが、しっかりしようと努力は一応しているらしい。登場人物の中では比較的常識人だが、酒に非常に弱く、また、酒癖も非常に悪い（一杯飲んだだけで酔っ払ってしまうほど）。愛用のノートパソコンを閉じられると、自身もフリーズしてしまうという癖がある。
7thシーズンでは、ワンダーカーに乗ると現れる本性が不満であり、周囲に悪態をついた。
- WA-02 タイラー

声 - 山口由里子
年齢28歳。某国の元超エリートスパイとして活躍していた過去がある。日本語を含め、18カ国語を話すことができる才女。恋愛以外は何でも一流にこなす超美人エージェントだが、今はやる気がまったくない脱力系スパイ。実はダンのバーベルを片手で持ち上げる程の怪力を持つ。
ララが登場してからは、彼女をライバル視している。
7thシーズンでは、ワンダーカーに乗ると現れる本性が臆病であり、不安感に捕らわれた。
- WA-03 ダン

声 - 山口勝平
24歳のイケメンスパイ。一見すると上地雄輔にそっくりな恵まれたルックスに加え、運動神経も超いいが、意外と頭が超悪いという欠点を持つ。しかしそれが「憎めないナイスガイ」というポジションを確立している。実は世界中の格闘技とスポーツをマスターしており、日々筋力トレーニングを行っている。屋台で酒を注文する際も「カシスプロテイン（カシスとプロテインのカクテル）」を注文したり、スパゲティにもプロテインを入れる程の筋肉至上主義。都合が悪い事があると死んだふりをしてやり過ごそうとする癖がある。タイラーによると髪は染めていて、若作りしているらしい。5thシーズン以降ではお菓子の食べ過ぎで激太りし、以前のスマートな面影は全くなくなってしまったが、6thシーズンでは何かと失敗してはビートに「ホッピング1万回（もう一万回追加されることがある）」の罰を課せられたためか、同シーズンの最終回で元のイケメン体型に戻った。
その後のエピソードではまた太る場面がある。
7thシーズンでは、ワンダーカーに乗ると現れる本性が天才であり、普段とは違う才能を見せた。降りると計算も出来ない元の筋肉バカに戻っている。
- 鬼瓦本部長

声 - 内海賢二（初代）、大塚明夫（2代目）
年齢不詳のクマ型ぬいぐるみスパイ。過去さまざまな成績不振の部署を立て直してきた実績をもつ敏腕上司。全く仕事をしないワンダーエージェント達の監視役として本部から送り込まれた。可愛い外見とはうらはらに、オッサンの声で毒舌を吐く、通称「鬼の鬼瓦」。ぬいぐるみのくせに女性にはモテモテ。目下6人の恋人がいるらしい。
ぬいぐるみだが、中身は機械であり、動く事が出来る。「名探偵検定準2級」「水炊き検定3級」という微妙な資格を持っているが、その実力はかなり怪しい。
尚、ホールの景品には彼のぬいぐるみや、彼の名を冠した『ONIスイーツ』という菓子類もあり、TVCMでも紹介されている。
ちなみに彼が登場するまで、ワン達には本部から指令を与えている人物が居たが、鬼瓦と入れ違いに全く登場しなくなる（その人物と鬼瓦が競演したのは、CMで鬼瓦が初登場した話のみ）。
セブンスシーズンでは「九州統括局長」に昇格したが、その後、元の部長職に戻った（ワン曰く「勇み足だったな」とのこと）。本性ムキ出しのララからは「クマ公」と呼んでいた。
「ウスラバカテングザル」と悪態を付いたワンにより、怒りが頂点に達するとぬいぐるみごと黄金色に変身し、パンチ一発でエージェントたちを吹っ飛ばしている。我に返ったワン曰く「悪魔だこれ！」と驚いた。
- 欧風屋台ワンダリスタのマスター

声 - 大塚明夫
一見西洋人のような彫りの深い顔立ちをしているが、実はバリバリのバリカタ九州男児。屋台経営のノウハウは中洲での武者修行で習得した。麺の湯切りで炎を出したり、食べた者を宇宙空間にいざなったりすることができるファンタスティックなシェフ。その渋い容貌と紳士的な態度から、タイラーからはベタ惚れされている。実は鬼瓦本部長の正体である（OVA2巻にて判明。明言こそされていないが、第3話のラストシーンにて視聴者には正体が明かされている演出がある）。
ララが登場してからは、彼女をワンダリスタのアルバイトに採用しているが、最近のシリーズではタイラーに良いように使われているワンを説教して逆にララに「仕事して下さい！」とツッコまれたり、お玉をマイク代わりに『ワンダーリング（ララの持ち歌）』を熱唱している所を偶然ダンに目撃され、新発売のスナックを渡して黙っているように頼み込むなど、情けない場面が増えている。
- WA-04 研究生ララ

声 - 悠木碧
年齢二十歳。ワンダーエージェントに新しく加わった研究生。エージェントの採用試験では、特技として歌を披露するという行為に出るが、愛らしい仕草と歌声で、いとも簡単にエージェント新メンバーの座を射止める。夜は欧風屋台ワンダリスタでアルバイトもこなす働き者。歌が得意で持ち歌が３曲あり、いつでも歌いだせるようにMYマイクを常に持参している。
7thシーズンでは、ワンダーカーに乗ると現れる本性が不良であり、周囲に何かとイラついてることが判明した。
- WA-00 泣く子も黙る鬼教官ビート

声 - 大塚明夫
30年前のワンダーエージェント創設時メンバーのひとりで30年後のワンダリスタのマスター。30年後の本部ともつながりは深い模様。
ベレー帽とティアドロップ型サングラスがトレードマーク。エージェントの最高位である「マスター」の称号を手に入れるため、日夜自己鍛錬に明け暮れている熱い男。
その30年後には「屋台の『マスター』」となっていたのは本意なのか、不本意なのかは不明。
6thシーズンでだらけすぎのエージェント達を鍛え直す為の教官として配属される。
公式サイトの長編ストーリーでは、エージェント達は初対面時に彼とマスターが同一人物であることに気づくが、CM版では最終回でタイラーが別れの際に彼にお礼として送った手作りのマフラーを現代のマスターが使用している事によってはじめて気がついた。
- ワンダーカー

厳密には人物ではない。7thシーズンに登場したエージェント専用のオープンカー。
ムービーでは運転席に乗るとなぜか黒い本性をぶちまける事態となる。
一応テレビCMにも登場しているが、座っても問題ない様子だった。
- WA-05 Mr.ランド

声 - 梶裕貴
9thシーズンから新しく加わったエージェント。
ワンダーエージェント本部から送り込まれた「エージェント界きってのパーリーピーポー」で、そのド派手な衣装通りのハイテンションで、やる気のないエージェント達を引っ張っていく。
その場を盛り上げようとしているかに見えて、実は「ただ自分が楽しみたいだけ」ということは内緒とのこと。